# Bech-Bruun
Bech-Bruun Advokatpartnerselskab er en af Danmarks største advokatvirksomheder med 595 ansatte. Bech-Bruun har fået sin nuværende form ved et langt forløb af fusioner af advokatfirmaer. I 2001 grundlagdes Bech-Bruun Dragsted Advokatfirma I/S, der i 2005 skiftede navn til Bech-Bruun.
Bech-Bruun rådgiver inden for alle områder af erhvervsjuraen, med særligt fokus på biotek- og medicinalindustrien, bygge- og anlægsbranchen samt patenter og brugsmodeller inden for elektronik, it og mekanik. De yder rådgivning til private virksomheder, organisationer og offentlige myndigheder både nationalt og internationalt inden for 42 juridiske områder . Selskabet har afdelinger i København og Aarhus.
Bech-Bruun har cirka 64 partnere, hvoraf 55 er indehavere af firmaet. Firmaets historie begyndte i 1872, men er gennem en række fusioner blevet til det Bech-Bruun, som blev stiftet i 2001. Den seneste fusion fandt sted den 1. januar 2012, hvor Bech-Bruun fusionerede med Philip Advokatfirma under det fælles navn Bech-Bruun.
Siden 2018 har Bech-Bruun desuden haft en inhouse legaltech-afdeling.

## Bech-Bruuns historie
Bech-Bruun har rødder tilbage til 1872 og er resultatet af et stort antal fusioner gennem mere end 150 år, men virksomheden, som man kender den i dag, blev til ved en fusion i 2001 mellem Dragsted Schlüter Aros og Bech-Bruun & Trolle.
- 1872: Grundlæggelsen af Bech-Bruun
- 1938: Grundlæggelsen af Advokatfirmaet Børge Kock
- 1942: Grundlæggelsen af Advokatfirmaet B. Helmer Nielsen
- 1967: Grundlæggelsen af Advokatfirmaet Frue Kirkeplads
- 1974: Grundlæggelsen af Saltorp, Hald og Andersen
- 1976: Grundlæggelsen af Advokatfirmaet Dalgas Avenue 46
- 1978: Grundlæggelsen af Berning & Schlüter
- 1979: Grundlæggelsen af Trolle, Damsbo & Lund-Andersen
- 1982: Grundlæggelsen af Dragsted Advokater
- 1988: Advokatfirmaet Børge Kock og Advokatfirmaet B. Helmer Nielsen skaber ved fusion Advokatfirmaet B. Helmer Nielsen
- 1989: Advokatfirmaet Berning & Schlüter og Advokatfirmaet Saltorp Hald og Andersen skaber ved fusion Berning, Schlüter & Hald
- 1990: Bech-Bruun og Trolle, Damsbo & Lund-Andersen skaber ved fusion Bech-Bruun & Trolle
- 1994: Advokatfirmaet Dalgas Avenue 46, Advokaterne på Clemens Bro og Advokatfirmaet Frue Kirkeplads skaber ved fusion Aros Advokater
- 1995: Advokatfirmaet B. Helmer Nielsen og Dragsted Advokater skaber ved fusion Dragsted & Helmer Nielsen
- 1999: Dragsted & Helmer Nielsen og Berning, Schlüter & Hald skaber ved fusion Dragsted Schlüter Helmer Nielsen
- 1999: Dragsted Schlüter Helmer Nielsen og Aros Advokater skaber ved fusion Dragsted Schlüter Aros
- 2001: Dragsted Schlüter Aros og Bech-Bruun & Trolle skaber ved fusion Bech-Bruun Dragsted
- 2005: Bech-Bruun Dragsted skifter navn til Bech-Bruun
- 2009: Bech-Bruun fusionerer med Aarhus-advokater
- 2012: Bech-Bruun fusionerer med Philip Advokatfirma
- 2014: Bech-Bruun flytter til nyt Aarhus-kontor på Værkmestergade 2
- 2017: Bech-Bruun skifter selskabsform fra interessentskab (I/S) til partnerselskab (P/S)
- 2023: Lundsgaard & Partnere bliver en del af Bech-Bruun

## Udbytteskattesagen
Efter at have vundet et offentligt udbud i februar 2017 afgav Bech-Bruun i december 2017 en redegørelse i den såkaldte udbytteskattesag angående svindel med refusion af dansk udbytteskat, en sag som anslås at have kostet den danske stat 12,7 milliarder kroner.
I november 2018 kom det i forbindelse med en politiransagning frem, at to af Bech-Bruuns partnere i 2014-15 havde rådgivet en af de største aktører i udbytteskattesagen, North Channel Bank. Managing partner Simon Evers Kalsmose-Hjelmborg forsvarede over for DR firmaets rådgivning af North Channel Bank: "Vi mener sådan set, at notatet er fuldstændig korrekt, ordentligt og redeligt og udarbejdet fornuftigt". "Vi har jo netop heller ikke udviklet modellen, men der er, når man ser på det i dag, tale om noget, der vel bedst kan kaldes lovligt, men måske for aggressiv skatteplanlægning".
Den 4. juli 2019 afsagde Advokatnævnet kendelse i en klagesag indbragt af Skatteministeriet imod blandt andre de fire Bech-Bruun advokater, der havde stået for redegørelsen i udbytteskattesagen. De fire advokater blev hver pålagt en bøde på 10.000 kr. for tilsidesættelse af god advokatskik. Herudover blev Bech-Bruun pålagt at tilbagebetale salæret på 3,5 mill. kr., som advokatfirmaet havde faktureret Skatteministeriet for redegørelsen. Advokatnævnet udtalte bl.a. som følger i kendelsen:
"Udførelsen af rådgivning om mulige erstatnings- og skatteretlige konsekvenser for [klienten] forud for undersøgelsen er efter disse medlemmers opfattelse uforenelig med påtagelsen af rollen som uvildig advokatundersøger, da [klienten] er impliceret i udbyttesvindlen. Uanset at [klientens] involvering i svindelsagen ikke var offentlig kendt på tidspunktet for udbuddet af den uvildige advokatundersøgelse, burde de indklagede advokater i denne sag have tilrettelagt undersøgelsen af advokaternes uafhængighed på en sådan måde, at den tidligere rådgivning af [klienten] var kommet frem, og de indklagede advokater burde endvidere have søgt nærmere afklaring af, om den mulige forbindelse til svindelsagen kunne være til hinder for påtagelsen af undersøgelsesopgaven. I hvert fald ved offentliggørelsen den 10. og 11. juli 2017 af [klienten]'s involvering i svindelsagen burde de indklagede advokater have meddelt klager, at man ikke opfyldte habilitetsbetingelserne.
I april 2022 blev Bech-Bruun frifundet af Østre Landsret i sagen om erstatningsansvar, som var anlagt af Skatteforvaltningen. Sagen er siden anket til Højesteret af Skatteforvaltningen og forventes afgjort i slutningen 2023.
I september 2022 afsagde Højesteret dom i en sag omhandlende mulig interessekonflikt i forbindelse med en advokatundersøgelse, som Bech-Bruun foretog for Skatteministeriet i 2017. Sagen var anket af Bech-Bruun til Højesteret, som her afgjorde, at der var tale om interessekonflikt.
20. november 2023 afgjorde Højesteret at Advokatfirmaet Bech-Bruun skal betale en erstatning på 400 mio.kr. Selvom Skatteforvaltningen havde krævet 700 mio. kr. i erstatning, erklærede Skatteminister Jeppe Bruus (S) sig tilfreds med Højesterets endelige dom: Det er helt vanvittigt at forestille sig, at der sidder advokater i Danmark og tillader sig at rådgive en tysk bank om, hvordan man skal unddrage det danske fællesskab. Det kan simpelthen ikke være rigtigt.

## Vurdering
I Legal 500-listen, har Bech-Bruun været bedømt som et fremtrædende advokatfirma i Danmark inden for områderne beskæftigelse, energi, miljø, informationsteknologi, insolvens, medier og underholdning, fusioner og opkøb, fast ejendom og byggeri, skibsfart og transport samt telekommunikation.
Udover Legal 500 rangeres Bech-Bruun også hos Chambers & Partners (en) og IFLR1000.

## Afdelinger
Bech-Bruun har hovedsæde på Gdanskgade 18 i den nybyggede kontorbygning Spidsen af Nordø på Nordø i Københavns Nordhavn. Afdelingen i Aarhus lå tidligere på Vor Frue Kirkeplads, men flyttede i 2014 til Aarhus City Tower.
Fra 1996 til 2007 havde Bech-Bruun også en afdeling i Moskva.